# Saiyadpur
Saiyadpur est une ville du Bangladesh située dans le district de Nilphamari.

## Démographie
Sa population est d’environ 264 461 habitants.